# Horanie (sielsowiet Zalesie)
Horanie – dawna wieś. Tereny, na których leżała, znajdują się obecnie na Białorusi, w obwodzie witebskim, w rejonie głębockim, w sielsowiecie Zalesie.

## Historia
W czasach zaborów w gminie Zalesie, w powiecie dzisieńskim, w guberni wileńskiej Imperium Rosyjskiego. Pod koniec XIX wieku należała do dóbr Nowy Dwór.
W latach 1921–1945 wieś leżała w Polsce, w województwie wileńskim, w powiecie dziśnieńskim, w gminie Zalesie.
Według Powszechnego Spisu Ludności z 1921 roku zamieszkiwało tu 71 osób, 2 były wyznania rzymskokatolickiego, 68 prawosławnego a 1 ewangelickiego. Jednocześnie wszyscy mieszkańcy zadeklarowali polską przynależność narodową. Było tu 16 budynków mieszkalnych. W 1931 w 15 domach zamieszkiwało 66 osób.
Wierni należeli do parafii prawosławnej w Zalesiu. Miejscowość podlegała pod Sąd Grodzki w Łużkach i Okręgowy w Wilnie; właściwy urząd pocztowy mieścił się w Zalesiu.